# 豊岡市立城崎中学校
豊岡市立城崎中学校（とよおかしりつ きのさきちゅうがっこう）は、兵庫県豊岡市にある公立中学校。

## 沿革
戦後の学制改革において、城崎町（旧）・内川村の両町村は当初から組合設立に動き、組合立中学校の設立に至る。のちに両町村が合併し城崎町（新）となりさらに豊岡市となった現在も単独校として残り、統合・分離を経験しないまま現在に至る。
本校の前身として、城崎町・内川村・港村3町村の組合立で設けられた三ヵ町村学校組合立城崎青年学校が認められる。終戦後新制中学校移行までに兵庫県内でも多くの青年学校が消滅に至ったが当校は復員者・帰郷者の就学によりかえって生徒数を増やし、当局もこれに応えて熱心に指導したので新制中学校への移行に際しても経過措置として一年間は新制中学校と併置する形で城崎町内川村学校組合立城崎青年学校が存続することになった。以下公式HP「沿革」及び『城崎町史』の記述による。
- 1947年（昭和22年）4月1日 - 城崎町内川村学校組合立城崎中学校設立認可（城崎小学校に併置）。
- 1947年（昭和22年）5月13日 - 開校式挙行。
- 1949年（昭和24年）12月3日 - 独立新校舎竣工式を挙行、併せて校歌（作詞:今井広史、作曲:高橋廉）・校旗を制定。
- 1951年（昭和26年）11月3日 - 文部省より施設優良校として表彰される[注 1]。
- 1955年（昭和30年）2月1日 - 町村合併により、城崎町立城崎中学校と改称。
- 1967年（昭和42年）4月12日 - 兵庫県指定「郷土学習（地方自治教育）」研究校。
- 1976年（昭和51年）10月1日 - 財団法人日本観光協会より「第20回観光表彰」受賞。
- 1977年（昭和52年）7月1日 - 昭和51年度学校基本調査について文部大臣より表彰。
- 1983年（昭和58年）3月18日 - 本校交通委員会が兵庫県警察本部長・兵庫県交通安全協会長より感謝状を受ける。
- 1985年（昭和60年）4月25日 - 但馬教育委員会連合会指定「進路指導研究推進校」。
- 1988年（昭和63年）4月1日 - 兵庫県教育委員会指定「非行ゼロ運動実践推進事業」推進校。兵庫県指定「青少年育成　学校・地域スクラム事業」推進校。
- 1991年（平成3年）4月1日 - 兵庫県教育委員会指定「国際交流体験推進校」（翌年度まで）。
- 1996年（平成8年）4月1日 - 兵庫県教育委員会指定「福祉体験活動推進事業」（翌年度まで）。
- 1998年（平成10年）4月1日 - 兵庫県（城崎町）社会福祉協議会指定ボランティア協力校（平成12年度まで）。
- 2005年（平成17年）4月1日 - 北但地域1市5町の合併により豊岡市（新）が発足したことにより豊岡市立城崎中学校と改称。

城崎地域は少子化による学校小規模化が進行していることから、「豊岡市立小中学校適正規模・適正配置計画」では本校は令和10年度をめどに豊岡市立港中学校との統合が計画されている。

## 部活動
ボート部は1996年（平成8年）の第16回全国中学校選手権競漕大会男子総合優勝をはじめとして受賞多数。
- 野球部
- ボート部
- 女子バレーボール部
- 女子バスケットボール部
- 吹奏楽部

## 通学区域
「豊岡市立学校の通学区域等に関する規則」により、以下の小学校の通学区域となる。
- 豊岡市立城崎小学校（全域）

## アクセス
JR山陰本線城崎温泉駅から北西へ徒歩約15分。
- 城崎温泉の名所「七湯めぐり」の一、鴻の湯（城崎温泉駅からは最遠方）と駐車場を挟んで隣接。

## 通学区域が隣接している学校
- 豊岡市立港中学校
- 豊岡市立豊岡北中学校
- 豊岡市立竹野学園